# Museo de la Ciudad de Carmona
El Museo de la Ciudad de Carmona es un museo de arqueología e historia de la ciudad de Carmona, provincia de Sevilla, España. Alberga en su interior una variada colección de piezas desde la prehistoria a nuestros días.
Inaugurado en 1997 tras varios años de excavación y difusión de la arqueología municipal, tiene su sede en la Casa Marqués de las Torres, construcción originaria del siglo XVI con posteriores transformaciones en el siglo XVIII.
La colección se expone en las 18 salas que fueron habitaciones nobles de la casa, distribuidas en torno al patio central en 2 plantas. En la planta baja se inicia el recorrido expositivo desde los orígenes de la ciudad del periodo Calcolítico. 